# Bäcka-Markus
Bäcka-Markus är huvudperson i en serie humorböcker med jakt-, fiske- och bygdehistorier av författaren Birger Lundqvist. Böckerna ger läsaren en inblick i det lantliga livet i en by i Ångermanlands inland någon gång kring 1920-talet.
Bäcka-Markus är torpare, skogskarl, jägare och i viss mån tjuvjägare som tillsammans med sin kamrat Räv-Mattis råkar ut för äventyr ute i markerna och skogsbolagsskogarna kring den lilla ångermanländska byn. Böckerna är illustrerade med omslag och vinjetter av konstnären Nils Stödberg.

## Persongalleri
- Bäcka-Markus, jägare, fiskare, skogskarl och huvudfigur som är bosatt i Bäcka-Torpet tillsammans med sin äkta maka, som heter Amanda.
- Räv-Mattis, Bäcka-Markus granne, gode vän och så gott som ständige följeslagare i både jakt och fiskeäventyr.
- Nämndeman Olsson, byns storbonde och överhuvud.
- Inga, nämndeman Olssons dotter.
- Pligg-Patrik, byns skickliga skomakare, men samtidigt en obotlig suput och fylltratt.
- Katrin, Pligg-Patriks hustru och huskors.
- Hanke & Enok, Alvikarna som tjuvjagar i Bolagsskogen och skyller på Markus och Mattis.
- Jonke, kompis till Manne som busar med Bäcka-Markus och Räv-Mattis.
- Mor Kajsa, byns gamla ungmö, som bor en bit bortåt vägen tillsammans med sin kära gamla katt.
- Tallkvist, skogvaktare i Bolagsskogen och ständigt på jakt efter tjuvjägare som Bäcka-Markus och hans kompis Räv-Mattis, när de tjuvjagar i bolagsskogen.
- Tjärnberg, fjärdingsman och därmed lagens långa arm.
- Sifferblad, bokhållare anställd på skogsbolagets kontor. Sifferblad är kär i sin motorcykel och hemligt förälskad i Inga, på grund av sin blyghet, och retas därför en smula av både Markus och Mattis.
- Leo, Räv-Mattis nittonåriga arbetslösa son som tjuvjagar med gubbarna. Kär i Inga.
- Inspektor Degemyr, högt respekterad tjänsteman hos skogsbolaget som finner stor glädje i att jaga i sällskap med Bäcka-Markus. Degemyr anser alltid skogvaktare Tallkvists tal om tjyvskyttar, som överdrivet struntprat, eller rent av som fullständigt nonsens.
- Petter, nämndeman Olssons jaktintresserade dräng. Kär i Lisa.
- Lisa, Pligg-Patriks och Katrins dotter.

## Seriefigur
I en egen serie av tecknaren Einar Lagerwall förekom även Bäcka-Markus i serietidningen Lilla Fridolf.